# Belsy
Belsy (* 23. Dezember 1984 in Kerala, Indien; bürgerlicher Name Belsy Demetz) ist eine in Südtirol aufgewachsene italienische Sängerin des volkstümlichen Schlagers. Zu Beginn ihrer Karriere führte sie den Künstlernamen Belsy Khan.

## Leben
Im Alter von einem Jahr wurde sie von Erika und Raimund Demetz aus Wolkenstein in Gröden adoptiert und wuchs in Südtirol auf. Bereits mit sieben Jahren nahm sie am internationalen Kinderfestival Zecchino d’Oro teil und trat dem Cor di Mutons de Sëlva bei. 2002 war sie Gast beim Freiluftfestival in Kastelruth, nachdem ihre erste Solo-CD erschienen war. 2003 war sie Vertreterin ihres Landes beim Grand Prix der Volksmusik mit dem Titel Heimat entsteht und erreichte den 3. Platz. Ein Jahr später konnte sie beim Grand Prix der Volksmusik 2004 mit dem Lied Madre di dio hinter den Ladinern den 2. Platz belegen. Den Grand Prix der Volksmusik 2006 gewann sie gemeinsam mit Rudy Giovannini für Südtirol (Italien) und den Grand Prix der Volksmusik 2010 gemeinsam mit Florian Fesl für Deutschland startend. Damit sind Belsy & Florian Fesl die amtierenden und zugleich letzten GP-Sieger, da der GP der Volksmusik 2010 eingestellt wurde. Außerdem ist Belsy die erfolgreichste GP-Teilnehmerin aller Zeiten (2× Sieg im Duett, 1× 2. Platz und 1× 3. Platz). 2010 wurde öffentlich, dass Belsy & Florian Fesl nicht nur musikalisch, sondern auch privat ein Paar sind.
Am 10. Mai 2014 gab Belsy während ihres Auftritts eines Musikantendampfer-Konzertes in Gransee bekannt, dass sie zum Ende des Jahres 2014 ihre Gesangskarriere beenden wird, um ihre Eltern im familieneigenen Hotel zu unterstützen. Auch privat gehen beide inzwischen getrennte Wege. Belsy sagte am 2. November 2017 im ff – Südtiroler Wochenmagazin auf die Frage, warum sie – als vielversprechende Sängerin – aus der internationalen Volksmusik-Branche ausgestiegen ist: „Irgendwie hatte ich keine rechte Lust mehr. Auch war klar, dass ich das nicht ewig machen wollte. Außerdem war ich auch gerade schwanger geworden. – Zurzeit bin ich hauptsächlich Mutter, weil ich ein kleines Kind habe, einen dreijährigen Buben. Außerdem arbeite ich im elterlichen Betrieb mit. Wir haben ja einen Hotelbetrieb in Wolkenstein. Und die Arbeit geht da wirklich nicht aus...“

## Diskografie
- 2002: Alles was vom Herzen kommt
- 2003: Heimat entsteht (sechs neue Titel, sechs Titel aus „Alles was vom Herzen kommt“)
- 2004: Ciao Amore Goodbye (später neu veröffentlicht als „Madre Di Dio“)
- 2005: Weihnachtstraum
- 2006: Bel ami
- 2007: Lieber Gott, bitte vergiss uns nicht
- 2009: Lust auf Sommer
- 2010: I hab di gern (mit Florian Fesl)
- 2010: Weihnacht im Herzen (mit Florian Fesl)
- 2011: Wie ein schöner Traum (mit Florian Fesl)
- 2013: Wo die Liebe hinfällt (mit Florian Fesl)

### Kompilationen
- 2007: Salve Regina (mit Rudy Giovannini, AT: Gold)
- 2009: Ciao Amore Goodbye (nicht identisch mit dem Album aus dem Jahr 2004)
- 2011: Das Beste (3 CDs)
- 2012: 24 Karat (2 CDs, mit Florian Fesl)
- 2013: Herzlichst (mit Florian Fesl)
- 2014: Das Beste – Ihre schönsten Lieder (mit Florian Fesl)

## Singles
- Heimat entsteht
- Ciao Amore Goodbye
- Die Sterne vom Lago Maggiore
- Piar
- Salve Regina (mit Rudy Giovannini)
- Bel ami
- Alles möcht i sein
- Hast du mich wirklich lieb

## Film
Belsy ist der Titel des neuen Dokumentarfilms von Veronika Kaserer, Absolventin der Filmschule ZeLig, bei dem sie als Autorin und Regisseurin fungiert und der die Geschichte der erfolgreichen Südtiroler Volksmusikerin erzählt. Gedreht wird in Gröden, Kastelruth und auf der Seiser Alm.